# يوهان ياكوب هس
يوهان ياكوب هــسّ (1866 - 1949 م) هو مستشرق ألماني، عني بلهجات البدو في الجزيرة العربية.
كتب كتاباً بعنوان: «من بدو قلب جزيرة العرب: حكايات، وأغاني، وأخلاق وعادات» 1938 -Von den Be duinen des Inneren Arabiens. Erzahlungen, Lieder, Sitten und Gebrauche.